# NGC 2738
NGC 2738 este o radiogalaxie situată în constelația Racul. A fost descoperită în 23 februarie 1863 de către Heinrich Louis d'Arrest. Se află la o distanță de 46,63 de megaparseci de Pământ.